# Uroctea yunlingensis
Espèce
Uroctea yunlingensis est une espèce d'araignées aranéomorphes de la famille des Oecobiidae.

## Distribution
Cette espèce est endémique du Yunnan en Chine,.

## Description
Le mâle holotype mesure 8,36 mm et les femelles de 8,30 à 12,66 mm.

## Étymologie
Son nom d'espèce, composé de yunling et du suffixe latin -ensis, « qui vit dans, qui habite », lui a été donné en référence au lieu de sa découverte, les Yunling.

## Publication originale
- Yang, Yang, Zhao & Zhang, 2019 : Review of the tent-web spider genus Uroctea Dufour, 1820 in China, with descriptions of two new species (Araneae: Oecobiidae). Zootaxa, no 4679(1), p. 126-138.